# Corynoptera winnertzi
Corynoptera winnertzi är en tvåvingeart som beskrevs av Werner Mohrig 1993. Corynoptera winnertzi ingår i släktet Corynoptera och familjen sorgmyggor.
Artens utbredningsområde är Tyskland. Arten är reproducerande i Sverige. Inga underarter finns listade i Catalogue of Life.